# Valgard (primo ciclo)
Valgard  è una serie a fumetti ideata da Michele Carminati per la ComiXrevolution nata nel 2011.

## Trama
Questi primi cinque volumi alternano le storie di un vichingo di nome Valgard alle strisce umoristiche di un fiore di nome Flauer.
Valgard è un vichingo forte e muscoloso ma molto sfortunato che combatte con avversari di ogni genere e, benché ne esca spesso vincitore, risulta più divertente che vittorioso. Tutte le storie sono mute a parte qualche suono onomatopeico.
Flauer è invece un fiore di campo, molto simile a una margherita, parlante. È protagonista di tante strisce che occupano ciascuna una pagina. Gli fanno compagnia diversi personaggi tra cui un bombo, che si è innamorato di Flauer a prima vista, un alieno, e tanti animali tipici del prato.

## Albi
- Primo ciclo
  - Valgard 1, ComiXrevolution, febbraio 2011, ISBN 9788897584001
  - Valgard 2, ComiXrevolution, 2011, ISBN 9788897584018
  - Valgard 3, ComiXrevolution, 2012, ISBN 9788897584025
  - Valgard 1 ristampa, ComiXrevolution, 2012, ISBN 9788897584056
  - Valgard 4, ComiXrevolution, 2013, ISBN 9788897584063
  - Valgard 5, ComiXrevolution, 2015, ISBN 9788897584155
- Per il secondo ciclo vedi Valgard